# Мамонтова пещера
Мамонтова пещера (англ. Mammoth Cave), или пещерная система Мамонтова — Флинт-Ридж (англ. Mammoth-Flint Ridge Cave System), — карстовая пещерная система в штате Кентукки (США), самая длинная пещера в мире и основная достопримечательность одноимённого национального парка. Образовалась в пласте известняка под хребтом Флинт (англ. Flint Ridge) в западных предгорьях Аппалачей. Длина исследованной части пещерной системы — 676 км. В обследованной части насчитывается 225 подземных проходов, около 20 больших залов и более 20 глубоких шахт. Глубина — 115 м.

## Название
Мамонтова пещера не имеет никакого отношения к мамонтам. По-английски, имя прилагательное mammoth имеет два значения: «мамонтовый» и «огромный». В данном случае имеется в виду именно гигантский размер пещеры — точнее, размеры некоторых проходов и залов около её входа.

## Строение пещеры

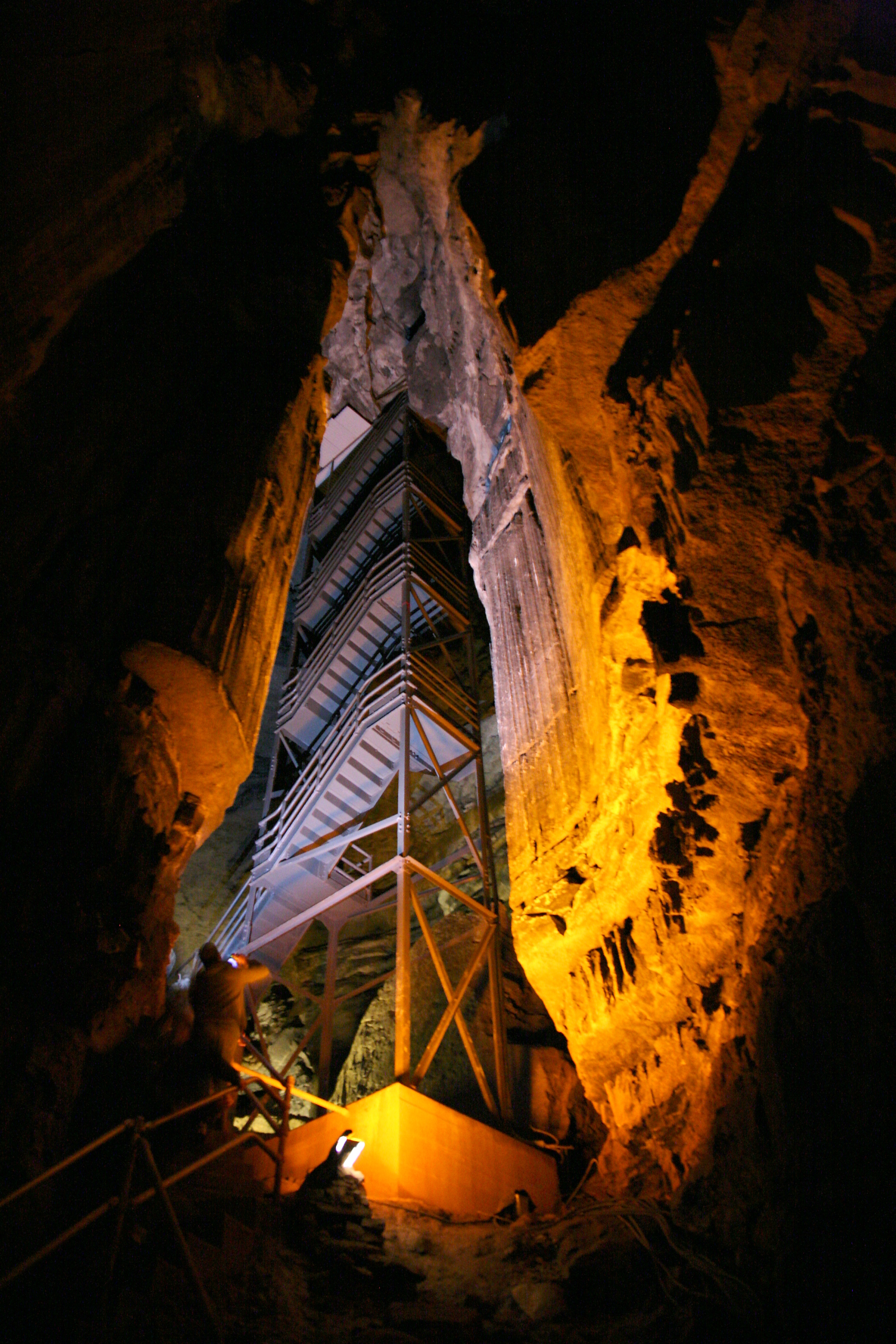
Лестница вдоль пещерной стены под Мамонтовым сводом

Пещера образовалась в результате карстования в толстом пласте известняка под пластом песчаника Биг-Клифти. Пласт водонепроницаемого песчаника действует как крышка и защищает пещеру от просачивающейся воды. Благодаря этому верхние проходы пещеры очень сухие и, следовательно, там нет сталактитов, сталагмитов и прочих натёчных образований. Однако в ряде мест, например в зале «Замёрзшая Ниагара», эрозия и трещины в песчанике позволяют воде попасть в пещеру.
В одном из нижних проходов протекает крупная подземная река Эхо (англ. Echo River) шириной до 60 метров и глубиной до 10 метров.
Микроклимат в пещере постоянный: температура воздуха составляет около 10 °C.

## История

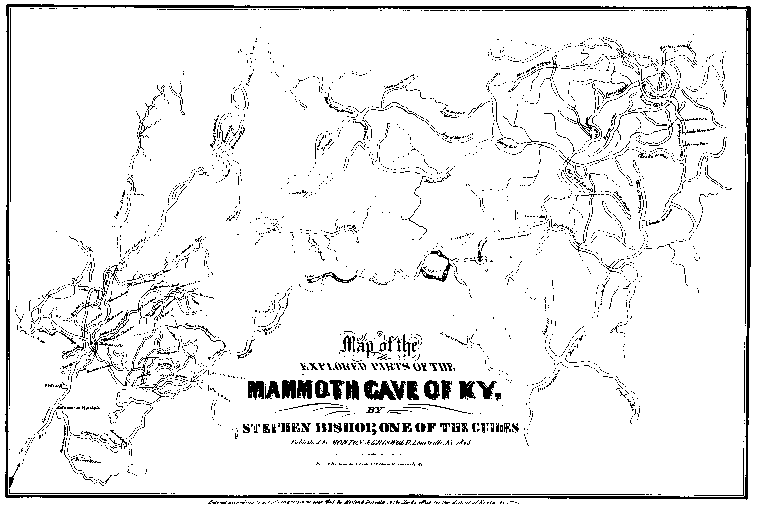
Карта Бишопа

Пещера образовалась около 10 миллионов лет назад. Была известна индейцам; спелеологи нашли несколько индейских мумий и захоронений. Открыта американскими первопроходцами в 1797 году. В 1798 году Валентайн Саймон купил вход в пещеру для добычи калиевой селитры. Англо-американская война 1812—1814 годов привела к повышению цен на селитру. Предприниматели Чарльз Уилкинс и Хайман Грац выкупили пещеру и организовали промышленное производство селитры и нитрата кальция. Но после войны цены упали, добыча селитры стала нерентабельной, и пещера превратилась в туристическую достопримечательность местного значения: в ней обнаружили индейскую мумию.
В 1838 году пещеру купил рабовладелец Фрэнклин Горин. Он назначил своего раба Стивена Бишопа гидом для посетителей. Тот стал первым исследователем пещеры, в частности придумал названия многим интересным участкам. Ему первым удалось перебраться через т. н. Бездонную яму и, таким образом, открыть, что протяжённость пещеры значительно больше, чем считалось. Картой Бишопа, покрывающей около 16 километров проходов и галерей, пользовались 40 лет.
В 1839 году у Горина купил пещеру и рабов (в том числе Бишопа) врач Джон Кроган. Он попытался превратить пещеру в туберкулёзный санаторий, но этот проект не увенчался успехом.
В 1845 году Александр Буллитт опубликовал книгу «Прогулки посетителя Мамонтовой пещеры в 1844 году» (англ. Rambles in Mammoth Cave, during the Year 1844, by a Visiter). Постепенно Мамонтова пещера становилась более известной, а после подведения железнодорожного и пароходного транспорта к близлежащим городам в конце XIX века стала важной туристической достопримечательностью.
В 1920-х и 1930-х годах властям и заинтересованным гражданам удалось приобрести — как путём покупки, так и через судебное отчуждение — земли вокруг входа в пещеру и в 1941 году создать национальный парк «Мамонтова пещера».
В 1954, 1955, 1960 и 1961 годах спелеологические экспедиции установили, что Мамонтова пещера соединяется с рядом близлежащих малых пещер: Кристальной, Неизвестной и Солёной. В 1972 году исследователи обширной пещерной системы Флинт-Ридж обнаружили соединение с Мамонтовой пещерой, что резко увеличило её протяжённость (до 232 км на тот момент).
В дальнейшем протяжённость исследованных ходов продолжала расти, сохраняются перспективы соединения с расположенными неподалёку крупными пещерами, в первую очередь Фишер-Ридж и Мартин-Ридж.

## Интересный факт
- В 1997 году в честь Мамонтовой пещеры назван находящийся на астероиде Ида кратер диаметром 10,2 км.[9]